# Temporada d'huracans de l'Atlàntic de 2010
La temporada d'huracans de l'Atlàntic de 2010 és el període de l'any 2010 durant el qual es formen ciclons tropicals a l'Oceà Atlàntic. La temporada va començar oficialment l'1 de juny i acabarà el 30 de novembre, dates que delimiten convencionalment el període de l'any en el qual es formen gran part dels sistemes a l'Oceà Atlàntic. La temporada va començar amb l'huracà Alex que assolí la Categoria 2 en l'escala d'huracans de Saffir-Simpson que colpejà la Península de Yucatán en forma de tempesta tropical i el nord-est de Mèxic prop de la frontera amb el sud de Texas en la seva intensitat cim. El 22 de juliol, la tempesta tropical Bonnies es va formar prop del sud-est de les Bahames, travessà el sud de Florida al principi de l'endemà i entrà al Golf de Mèxic com una depressió tropical on es dissipà el 24 de juliol, havent estat durant menys de 24 hores en formà de tempesta tropical.

## Tempestes

### Depressió tropical Two
El 3 de juliol, l'endemà de dissipar-se Alex, una ona tropical estava produint dos àrees de convecció a través de l'oest del Mar Carib. L'endemà, el sistema comença a mostrar signes d'organització concurrentment amb pressions que disminuïen en tota la regió. Després de travessar la Península de Yucatán i entrar al Golf de Mèxic, el sistema va esdevenir desorganitzat, tot i així l'ambient a nivells alts es preveien més favorables. El 7 de juliol, la convecció era més concentrada, i el 8 de juliol el sistema s'organitzava el suficient perquè el Centre Nacional d'Huracans inicies els avisos sobre la depressió tropical Two, quan estava a 495 km a l'est de La Pesca, Tamaulipas.

## Energia ciclònica acumulada (ACE)
| 1          | 42.4 | Igor     | 11 | 4.05  | Lisa    |
| 2          | 27.8 | Earl     | 12 | 3.08  | Fiona   |
| 3          | 21.1 | Danielle | 13 | 2.10  | Shary   |
| 4          | 15.5 | Julia    | 14 | 1.87  | Colin   |
| 5          | 10.9 | Tomas    | 15 | 1.58  | Hermine |
| 6          | 7.71 | Alex     | 16 | 1.51  | Matthew |
| 7          | 7.54 | Paula    | 17 | 0.405 | Bonnie  |
| 8          | 5.80 | Karl     | 18 | 0.245 | Gaston  |
| 9          | 4.56 | Richard  | 19 | 0.123 | Nicole  |
| 10         | 4.43 | Otto     |    |       |         |
| Total: 163 |      |          |    |       |         |

La taula de la dreta mostra l'energia ciclònica acumulada (ACE, abreviat en anglès) per les diferents tempestes de la temporada. ACE és un mesura de l'energia de l'huracà multiplicat pel període temps de vida del cicló. Generalment, aquelles tempestes que existiren durant un extens període com també alguns huracans intensos tenen un alt ACE. L'ACE només es calcula en sistemes tropicals de més de 63 km/h (34 nusos) o força de tempesta tropical (no s'inclouen les tempestes subtropicals). Per exemple, el valor de l'huracà Otto no reflecteix els avisos quan va ser classificat com una tempesta subtropical. L'ACE de l'huracà Igor és el més elevat de l'Atlàntic des de l'huracà Ivan de la temporada de 2004 i Igor va ser fort i de perllongada existència. Durant la temporada, l'ACE es basa en els avisos operacionals. Després el NHC reexamina les dades, i ofereix un informe final al final de cada tempesta, on l'ACE definitiu augmenta o disminueix respecte a l'estimació prèvia depenen el cas. En definitiva, l'ACE és provisional fins que s'emeten els informes finals.

## Els noms de les tempestes
La llista següent va ser el seguit de noms utilitzats per designar a les tempestes de l'Atlàntic nord formades durant el 2010. En el cas que es retirin noms, seran anunciats per l'Organització Meteorològica Mundial a la primavera de 2011. Els noms que no siguin retirats d'aquesta llista seran utilitzats de nou durant la temporada d'huracans de 2016. Aquesta és la mateixa llista que es va utilitzar durant la temporada de 2004 a excepció de Colin, Fiona, Igor, i Julia, que van reemplaçar els noms dels quatre gran huracans que van fer recalada a Florida el 2004: Charley, Frances, Ivan, i Jeanne, respectivament. Les tempestes Colin, Fiona, Igor, Julia, Paula, Richard, Shary, i Tomas enguany han estat anomenades per primer cop. Els noms no utilitzats estan marcats en gris.
| - Alex - Bonnie - Colin - Danielle - Earl - Fiona - Gaston | - Hermine - Igor - Julia - Karl - Lisa - Matthew - Nicole | - Otto - Paula - Richard - Shary - Tomas - Virginie (no usat) - Walter (no usat) |